# Bernhard Adalbert Emil Koehne

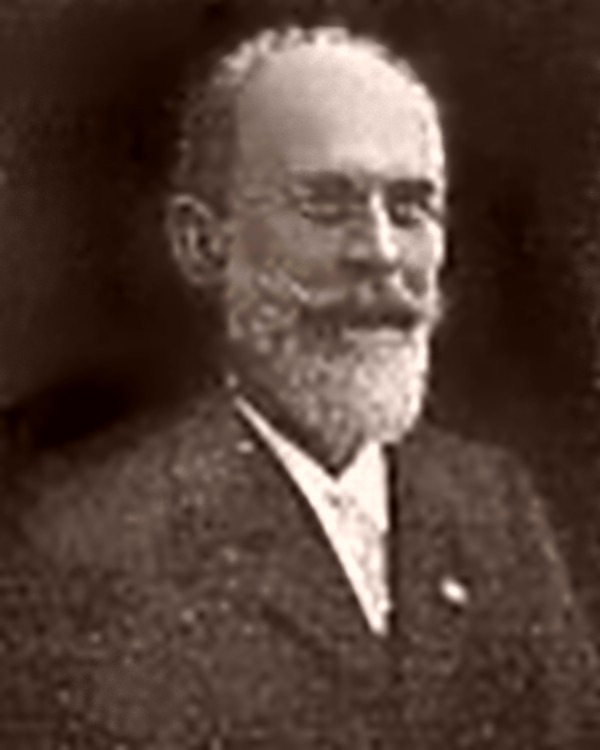
Bernhard Adalbert Emil Koehne (um 1900)

Bernhard Adalbert Emil Koehne (* 12. Februar 1848 in Sasterhausen bei Striegau; † 12. Oktober 1918 in Berlin) war ein schlesischer, preußisch-deutscher Botaniker und Lehrer. Sein offizielles botanisches Autorenkürzel lautet „Koehne“.

## Leben und Werk
Zu seinen Werken zählt die 1893 verfasste Deutsche Dendrologie (Stuttgart, 601 Seiten). Für Das Pflanzenreich von Adolf Engler schrieb er 1903 das Kapitel „Lythraceae“; für das Gemeinschaftswerk Die natürlichen Pflanzenfamilien von Engler und Carl Prantl steuerte er zu Band III das Kapitel 7 „Lythraceae“ bei, ebenso das gleichnamige Kapitel für den Band XIII der Flora brasiliensis von Karl Friedrich Philipp von Martius.

## Ehrungen
1892 wurde er zum Mitglied der Deutschen Akademie der Naturforscher Leopoldina gewählt.
Die Pflanzengattungen Koehneola Urb. aus der Familie der Korbblütler (Asteraceae), Koehneago Kuntze aus der Familie der Rötegewächse (Rubiaceae) und Koehneria S.A.Graham, Tobe & Baas aus der Familie der Weiderichgewächse (Lythraceae) ist nach ihm benannt worden.